# Quake III Arena
A Quake III Arena vagy Quake 3 (rövidítése: Q3A vagy Q3) az id Software 1999. december 2-án kiadott, nagy sikerű FPS játéka. Bár grafikai megjelenítése mára elavult, multiplayer módban emberek tízezrei játszanak vele különböző szervereken, a mai napig. Elődei is úttörők voltak az FPS játékok történetében, de a harmadik rész vált a legsikeresebbé. Játékmotorját olyan neves játékokhoz licencelték, mint például a Call of Duty, Jedi Knight: Jedi Outcast, Jedi Knight: Jedi Academy vagy Medal Of Honor. Sok játék nem moddolt, hanem standalone verziónak számít, így futtatásukhoz nem szükséges a Quake III Arena alapja. A motor nyílt forráskódú, tehát bárki letöltheti és módosíthatja, s mivel könnyen kezelhető, kiváló alap különféle modok készítéséhez. Nagy riválisa az Unreal Tournament sorozat, mellyel egyidőben jelentek meg, s a mai napig mindketten jelentős rajongótáborral rendelkeznek.

## Játékmenet
A játékosok többféleképp mérhetik össze tudásukat:

### Team Deathmatch
A Team Deathmatch (TDM, csapatos halálmeccs) hasonló a deathmatchhez, de a játékosok két csapatra oszlanak, egy kékre és egy pirosra. A kékek a pirosak ellen játszanak, az azonos színűek együtt vannak, a játék során megszerzett pontjaik pedig együttesen adják ki a csapat pontszámát. Az a csapat nyer, amelyik megadott időn belül több pontot szerez. A siker eléréséhez elengedhetetlen a csapatmunka, ugyanis egy szétszórt társasággal játszi könnyedséggel bánik el egy összeszokott, módszeresen támadó ellenfél.

### Capture The Flag
A Capture The Flag (CTF, zászlórablás) során is egy kék és egy piros csapat verseng egymással. Mindkét csapatnak a kiindulópontnál helyezkedik el saját zászlaja (pirosnak piros, kéknek kék), a feladat pedig roppant egyszerű: bejutni az ellenség bázisára a zászlójáért, majd visszavinni a saját oldalra. Itt is előnyös a csapatmunka, ugyanis nagyobb az esély a győzelemre, ha a játékosok előre meg tudnak egyezni, ki megy a zászlóért és ki védi a bázist. Az a csapat nyer, amelyik adott időn belül többször rabolja el a zászlót.

### Tournament (1v1)
A Tournament (1v1), vagyis egy-egy ellen játékmódot Duel-nek is nevezik. A pálya kisebb, mindössze két ember fér el rajta, a cél pedig a másik megverése. Az a játékos nyer, aki több fraget szerez.

### Free for All
A Free for All (FFA) a multiplayerek közkedvelt klasszikus deathmatch-módja, mely során mindenki egymás ellen játszik; ilyenkor lényegében tömeges mészárlás helyszínévé változik az aréna. A játékosok célja, hogy egyenként összegyűjtsenek meghatározott számú killt, melyek számát a szobát nyitó játékos határozza meg – ez lehet 20 vagy akár 100 is. Lőj, akit érsz és légy te az első!

## Fegyverek, power-upok, tárgyak

### Fegyverek
Játék elején vagy újjászületésnél (respawn) mindenki egy Gauntlettel és egy Machine Gunnal indul. Pályától függően több fegyver is rendelkezésre állhat, melyekhez az arénában lőszert is találunk. A fegyvert, lőszert azokon átfutva lehet felvenni és eltenni. Egy lőszerből a maximális megadott mennyiségnél többet értelemszerűen nem lehet raktározni.
- Gauntlet: Elektromos töltéssel kombinált körfűrészes közelharcfegyver. Nem igényel lőszert.
- Machine Gun: Gyenge automata gépfegyver, de viszonylag pontos. Kezdésnél kapja a játékos 50 golyóval.
- Shotgun: Sörétes vadászpuska. Távolra nagyon szór, közelről halálos.
- Grenade Launcher: Időzített gránátvető. Erős fegyver, sebzése és robbanási rádiusza nagy, de nehéz vele célozni. Direkt találatkor a gránát azonnal robban.
- Plasma Gun: Plazmagolyót szóró energiafegyver, mely erős, pontos és közepeset sebez. Cells nevű tölténye azonban hamar elfogy a gyors tüzelés következtében.
- Rocket Launcher: Rakétavető. Erős és pontosan tüzel, viszont a rakéta lassan repül, ezért jó érzék kell a rakéták mozgó célpontra való kilövéséhez. Használják az úgynevezett "rocket jump"-hoz, mely során a játékos az ugrás pillanatában maga alá lő a komolyabb lendületet érdekében. A mutatvány ára egy életpont.
- Lightning Gun: Folyamatos elektromos nyalábbal sebzi az ellenfelet. Pontos fegyver, rövid hatótávolsággal. Eredményes használatához hosszan kell tartani a célponton, ezért jó célzás szükségeltetik hozzá.
- Railgun: Sci-fi mesterlövész puska. Nagyot sebez, halálpontos, és az urániumtöltet, melyet kilő rendkívül gyors. Hatótávolsága végtelen, a siker csak a célzáson múlik. Egy lövéssel megöli a pajzs nélküli ellenfelet. Kevés töltény jár hozzá és lassan tölt újra. Ez a fegyver egyben a camperek legkedveltebb játékszere is, akik nehezen elérhető, és más fegyverrel csak körülményesen megtámadható helyekről lövik ki vele a többi játékost.
- BFG: Erőteljes atomlövedékekkel operáló fegyver. Neve az angol Big F*ckin Gun rövidítéséből származik (nagy fegyver, vulgárisan), amit még az id Software egyik alapítója, John Romero adott neki. Akinél ez a fegyver van, nem könyörül. Gyorsan tüzel, hatalmas a sebzése, atomlövedéke pedig végtelen sebességgel száll célpontja felé.

### Power-upok
Az aréna területén szétszórt tárgyak, melyek rögtön elkezdik kifejteni hatásukat, amint a játékos hozzájuk ér. Rövid élettartamukat a HUD-on látható (vissza)számlálón lehet nyomon követni.
- Quad Damage: Harminc másodpercre megnégyszerezi az adott fegyver erejét. Míg a játékoson van, láthatóbb és hallhatóbb, ezáltal rizikóssá téve használatát. Ha a játékos meghal, eldobja, egy másik pedig felszedheti a holttest mellől, hogy elhasználja a bennemaradt egységet. Érdekessége, hogy a Quake III Arena háromdimenziós szimbóluma jelképezi.
- Haste: Harminc másodpercig tartó hatása alatt a játékos futása felgyorsul, fegyverének tüzelési rátája nő. Ha a játékos meghal, eldobja, egy másik pedig felszedheti a holttest mellől, hogy elhasználja a bennemaradt egységet.
- Regeneration: Használatának köszönhetően másodpercenként +5 élettel és +5 páncéllal gazdagszik a játékos, 100 alatti életre másodpercenként +25-öt ad. Harminc másodpercig fejti ki hatását, vagy amíg a játékos életpontja el nem éri a 200-at. Ha a játékos meghal, eldobja, egy másik pedig felszedheti a holttest mellől, hogy elhasználja a bennemaradt egységet.
- Battle Suit: Védelmet nyújt a láva, sav, fulladás és egyéb szélsőségek ellen, beleértve a fegyverek területi sebzését is. Hatását 30 másodpercig fejti ki.
- Invisibility: Meghajlítja a fényt használója körül, aki ennek következtében szinte láthatatlanná válik, viszont a torkolattűz és egyéb power-upok játékost körülvevő ragyogása továbbra is teljesen látható marad. Hatását 30 másodpercig fejti ki.
- Flight: Segítségével a játékos repülni tud a pályán. Hatását 30 másodpercig fejti ki.

### Tárgyak
Hordozható tárgyak:

Ha a játékos felvett egyet, tárolni tudja, míg el nem használja. Aktiválás esetén a hatás azonnali. Fontos, hogy egyszerre csak egyet képes magánál tartani.
- Personal Teleporter: Felszedést követően (alapbeállításban) az enter gomb lenyomásával egy véletlenszerű helyre teleportálja a játékost a pályán. Hasznos, ha a játékosnak fogytán az élete és gyorsan ki akar kerülni a tűzharcból, vagy lezuhant.
- Medkit: Felszedést követően (alapbeállításban) az enter gomb lenyomásával teljes mértékben és azonnal felgyógyítja a játékost (125 életpontra).

Páncélzat

A pályán elszórva helyezkednek el, hozzájuk érve a játékos azonnal növeli páncélzatpontjait.
- Armor Shard: +5 armor pontot ad, 199 pontig felszedhető.
- Combat Armor: +50 armor pontot ad, 100 pontig felszedhető.
- Heavy Armor: +100 armor pontot ad, 199 pontig felszedhető.

Élet

A pályán elszórva helyezkednek el, hozzájuk érve a játékos azonnal növeli életpontjait.
- +5 Health (zöld): +5 életpontot ad, 199 pontig felszedhető.
- +25 Health (citromsárga): +25 életpont ad, 100 pontig felszedhető.
- +50 health (arany): +50 életpontot ad, 100 pontig felszedhető.
- Mega health: +100 életpontot ad, 199 pontig felszedhető.

## Alapfogalmak
- Frag: Ölés, pont. Ha megölsz valakit, kapsz egy fraget. Fragelni azt jelenti, megölni valakit.
- Quaker: Quake III Arenával foglalkozó játékos.
- Noob: Béna, újonc. Egy profi szemében sértő gúnynév.
- Pro: Profi, professzionális Quaker. A Pro Quakerek gyakran indulnak különböző rendezvényeken (pl: QuakeCon), ahol összemérhetik másokkal tudásukat. A dobogós helyezés a dicsőségen kívül értékes nyereményekkel is járhat.
- Camper: Egyhelyben álló, erős fegyverrel (általában rail-gunnal) vadászó játékos, aki a távolharcot részesíti előnyben, azaz olyan helyen álldogál, ahonnan nehéz a többi eszköz segítségével kiszedni.
- Owned: Lealázott valakit, csúnyán megverte.
- GG: Good game, azaz jó játék. Meccs végén mondják, ha élvezték a játékot, függetlenül a végeredménytől.
- Admin: Adminisztrátor. Bizonyos jogokkal rendelkező, általában szervertulajdonos ember.
- Kick: Kidobás a szerverről. A játékos akár azonnal újra is csatlakozhat. Egyfajta figyelmeztetés lehet.
- Ban: Kitiltás a szerverről IP cím alapján, azaz a játékos bizonyos ideig nem csatlakozhat a szerverhez. Lehet ideiglenes vagy végleges.
- Flood: A chatfal elárasztása szeméttel, haszontalan hozzászólásokkal.
- Cheater: Csaló. Tisztességtelen menetben győzött, esetleg nem megengedett módszereket használt.
- HUD: Heads-up-display, megmutatja életed, töltényed, páncélod stb.
- Skin: A játékos virtuális avatárja, harcosa. A játék sok ilyet tartalmaz, de te is készíthetsz magadnak vagy tölthetsz le újabbakat.
- CFG, config file: Konfigurációs fájl. Betöltésével gyorsan megszabhatod a kinézetedet és sok más tulajdonságod. Egy jegyzettömbbel és némi tudással te is írhatsz magadnak.
- Clan, Klán: Egy csapatot alkotó játékosok, akik együtt gyakorolnak. Általában van valamiféle ismertetőjelük, például a klán nevét rövidítve feltüntetik felhasználónevükben.
- Clanwar: Két klán "hivatalosan" megmérkőzik egymással.

## Jó Tudni
- /cg_fov "pl:110" : Látószög beállítása.
- /com_maxfps "pl:250" : Fps korlátozása. Gyengébb gépeknél alacsonyabb az fps; 125 fps-nél működik a játék a legjobban, ezt meghaladó fps számmal játszani már csalásnak számít.
- /cg_enemymodel "pl: keel/pm" : Az ellenfél karakterének megváltoztatására szolgál, kizárólag cpm vagy osp addonnal.
- /cg_enemycolors "pl: 2222" : Az ellenséges karakter színeinek megváltoztatása, kizárólag cpm vagy osp addonnal. (2=zöld szín)
- /sensitivity "pl: 1.6" : Egér gyorsaságának szabályzása.
- /cl_mouseaccel "pl: 0.0044" : Egér érzékenységének szintje.
- /cg_drawfps "1" : Ha az értéke 1, kiírja, mennyi fps-sel megy a játék.
- /rate 25000

## Noghost
2009-ben egy Maverick nevű játékos létrehozta a Noghost módot, melyben a mai napi játszanak. Ebben a módban kizárólag Gauntlet és Railgun létezik, akit pedig lelőnek, fel lehet olvasztani (meltelni). Addig tart egy kör, míg mindenki meg nem fagy, egy menet általában 25 kör. A Noghost fájljait a http://noghost.net oldalról lehet leszedni, és a baseq3 mappába kell elmenteni. Jellemzően clanbase a jelszó azokon a szervereken, ahol Noghost fut.
Szerverek, melyek futtatják a Noghost módot:
- 193.192.58.191:27903 – War szerver, jelszóval védett.
- 87.117.203.203:27960 – Public szerver, nem kell jelszó.
- 85.17.208.102:27960 – Public szerver, nem kell jelszó.

## Nyílt forráskód
2005. augusztus 19-én az id Software szokásához híven kiadta a játék teljes forráskódját a GNU General Public License alatt. Ahogy a korábbi játékok esetében, itt is a játék motorja került kiadásra a textúrák, modellek, pályák és hangok kihagyásával. Aki a nyílt forráskódú változatot kívánja használni, annak be kell szereznie egy eredeti Quake III Arena lemezt, hogy hozzáférjen az említett elemekhez. Ugyanakkor, ha saját textúrákat, modelleket, pályákat és hangokat készítünk, látványos, akár ingyenes FPS játékot is létrehozhatunk – ahogy ezt az OpenArena projekt is tette. Az OpenArena az ioquake3 motort használja, mely hibajavításokat és a grafikai látvány fejlesztését tartalmazza.